# Latycephala laminata
Latycephala laminata är en insektsart som beskrevs av Kuoh. Latycephala laminata ingår i släktet Latycephala och familjen dvärgstritar. Inga underarter finns listade i Catalogue of Life.